# Lothar Green
Lothar Green (* 28. August 1908; † 2. Juni 1981) war ein deutscher Fußballschiedsrichter.

## Leben
Green stammte aus Dresden und begann 1920 beim Dresdner SC in der Knabenmannschaft Fußball zu spielen. 1928 zog er nach Limbach in Sachsen (heute Limbach-Oberfrohna) und schloss sich dem 1. Limbacher SC 09 an. 1933 absolvierte er einen Schiedsrichterlehrgang und leitete anschließend Spiele im Nachwuchsbereich.
Verletzungsbedingt beendete er 1940 seine aktive Fußballerlaufbahn und übernahm vorwiegend Schiedsrichteraufgaben. Sein erster großer Schiedsrichtereinsatz im Männerbereich erfolgte 1941 im Pokalspiel der beiden Gauligisten Chemnitzer BC und Planitzer SC. In den folgenden Jahren (1941 und 1945) leitete er Begegnungen der Gauliga Sachsen.
Nach dem Wiederaufbau des organisierten Fußballs in der sowjetischen Besatzungszone zeichnete der Dresdener Gerhard Schulz für das Schiedsrichterwesen verantwortlich. Er setzt seinen sächsischen Landsmann in der ersten regulären Saison 1949/50 der sogenannten DS-Liga mehrfach für Begegnungen an. Somit gehörte Green zu den ersten insgesamt 51 Schiedsrichtern, die Partien in der ersten DDR-Fußballmeisterschaft leiteten. In der Folge entwickelte sich Green zu einem der profiliertesten Schiedsrichter in der Frühzeit des DDR-Fußballs. Er leitete bis 1959 insgesamt 121 Spiele der DDR-Oberliga sowie zwei Endspiele im FDGB-Pokal, 1954 und 1957. Darüber hinaus meldete der Deutsche Sportausschuss für die Saison 1953/54 Green erstmals für die FIFA-Liste. Damit war er nach Gerhard Schulz und Walter Reinhardt der dritte DDR-Schiedsrichter, der für internationale Einsätze von der FIFA nominiert wurde. Allerdings war die Einstufung von Green eher mit der heutiger Schiedsrichterassistenten zu vergleichen. Dies wurde gleich bei seinem ersten internationalen Einsatz sichtbar, als er im WM-Qualifikationsspiel zwischen der ČSR und Bulgarien am 8. November 1953 in Bratislava als Linienrichter fungierte. Ein weiterer Höhepunkt seiner Laufbahn war der Einsatz als Schiedsrichterassistent (Linienrichter) gemeinsam mit Fritz Köpcke beim Eröffnungsspiel des Leipziger Zentralstadions am 4. August 1956 zwischen dem SC Wismut Karl-Marx-Stadt und Honved Budapest. Das Spiel wurde vor 100.000 Zuschauern vom internationalen Schiedsrichter Leo Horn Niederlande geleitet. Am 14. September 1958 leitete Green sogar ein B-Länderspiel zwischen Ungarn und Polen (0:2). Zum 14. September 1959 wurde Green von der FIFA-Liste aus Altersgründen gestrichen, folgerichtig pfiff der nunmehr 51-Jährige am 28. September 1959 in Dresden vor 20.000 Zuschauern mit der Partie SC Einheit Dresden gegen ASK Vorwärts Berlin sein letztes Oberligaspiel. Fortan übernahm er zunächst für einige Zeit die Aufgabe als Schiedsrichterbeobachter. Auf einer Tagung des DFV-Präsidiums am 13. Juni 1964, bei der es entscheidende personelle Veränderungen im Schiedsrichter-Ausschuss des DFV gab, wurde Green in dieses Gremium gewählt und zeichnete daraufhin zusammen mit Kurt Jähnichen für einige Jahre für die Lehrtätigkeit innerhalb des Ausschusses verantwortlich.
1967 wurde er mit der Ehrennadel des Deutschen Fußball-Verbandes in Gold ausgezeichnet.